# Pycnomerus seychellensis
Pycnomerus seychellensis là một loài bọ cánh cứng trong họ Zopheridae. Loài này được Dajoz miêu tả khoa học năm 1980.